# Mimoides xeniades
Espèce
Mimoides xeniades est une espèce d'insectes lépidoptères (papillons) qui appartient à la famille des Papilionidae, à la sous-famille des Papilioninae et au genre Mimoides.

## Dénomination
Mimoides xeniades a été décrit par William Chapman Hewitson en 1867 sous le nom de Papilio xeniades.
Synonyme : Eurytides xeniades.

### Sous-espèces
- Mimoides xeniades xeniades ; présent en Équateur.
- Mimoides xeniades halex (Rothschild & Jordan, 1906) ; présent en Colombie.
- Mimoides xeniades imaus (Rothschild & Jordan, 1906) ; présent au Pérou.
- Mimoides xeniades isus (Oberthür, 1879) ; présent en Colombie
- Mimoides xeniades signatus (Tyler, Brown & Wilson, 1994) ; présent en Bolivie et au Pérou.
- Mimoides xeniades tabaconas (Joicey & Talbot, 1918) ; présent en Équateur et au Pérou[1].

### Nom vernaculaire
Mimoides xeniades se nomme Cattleheart Mimic en anglais.

## Description
Mimoides xeniades est un papillon noir  d'une envergure de 65 mm à 70 mm aux ailes antérieures à bord externe concave et aux ailes postérieures à bord externe festonné. Le dessus est noir iridescent avec chez le mâle aux ailes antérieures une plage blanche près du bord interne et aux ailes postérieures une ligne submarginale de chevrons rouge alors que la femelle est ornée aux ailes antérieures d'une bande blanche coudée séparant l'apex du reste de l'aile et aux ailes postérieures d'une bande submarginale blanche (et ressemble à Parides erithalion lacydes femelle).

## Biologie

### Plantes hôtes
Les plantes hôtes de sa chenille  sont des  Annonaceae.

## Écologie et distribution
Mimoides xeniades est présent en Colombie, en Équateur, en Bolivie et au Pérou,.

### Biotope
Mimoides xeniades réside dans les forêts de pré-montagne, entre 200 m et 1 500 m.

### Protection
Pas de statut de protection particulier.